# Ruth G. Shaw
Ruth Geyer Shaw (* 1953 oder 1955) ist eine US-amerikanische Evolutionsbiologin an der University of Minnesota.

## Leben und Wirken
Shaw erwarb 1976 am Oberlin College einen Bachelor in Biologie und 1983 bei Janis Antonovics an der Duke University einen Ph.D. in Botanik und Genetik. Als Postdoktorandin arbeitete sie von 1984 bis 1987 bei Joseph Felsenstein an der University of Washington. Erste Lehrtätigkeit (Assistant Professor) führte sie an die University of California, Riverside. Seit 1993 ist sie an der University of Minnesota, wo sie (Stand 2021) eine ordentliche Professur am Department of Ecology, Evolution, and Behavior innehat.
Ruth Shaw ist bekannt für ihre Arbeiten zur evolutionären Anpassung von Wildpflanzen (darunter Chamaecrista fasciculata, Echinacea angustifolia und Schizachyrium scoparium) auf Veränderungen der Lebensbedingungen wie z. B. durch den Klimawandel. Sie kombiniert Methoden der quantitativen Genetik und Populationsbiologie mit Feldexperimenten.
Shaw hat laut Datenbank Scopus einen h-Index von 40, laut Google Scholar einen von 49 (jeweils Stand August 2021).

## Auszeichnungen (Auswahl)
- 2002 Guggenheim-Stipendium[5]
- 2017 Sewall Wright Award der American Society of Naturalists[6]
- 2018 Mitglied der American Academy of Arts and Sciences[7][8]
- 2020 Präsidentin der Society for the Study of Evolution
- 2021 Mitglied der National Academy of Sciences[9]